# Braco de Burbônia
A braco de burbônia[Nota] (em francês:  Braque du Bourbonnais) é uma raça canina originária da província de Burbônia, na França. Sua descendência possivelmente venha de um pointer espanhol. Aparentemente conhecido desde do século XVI, foi descrito em História Natural d’Aldovrandi como um caçador companheiro. Esta seleção restrita, em pontos secundária, não poderia ser impostas a uma raça com um pool de genes tão reduzido, e mais, submetida a provas de trabalho. O resultado dessa seleção reversa terminou numa total desentendimento entre os criadores: entre 1963 e 1973 não havia registros com L.O.F. Em 1970, sob a influência e ímpeto de Michel Comte, um grupo de criadores se atribuía uma tarefa de ajudar na sobrevivência do Braco de Bourbon. Sua pelagem é curta e apresenta a branca com manchas em marrom ou fulvas, em suas diversas tonalidades. Seu temperamento é descrito como gentil e carinhoso, fácil de manter como canino de estimação. Para a caça, sua inteligência o destaca, pois ela garante sua adaptação as mais diversas situações.